# Гаитийцы
Гаитяне (гаитийцы; фр. Haïtiens) — народ в Вест-Индии, основное население Республики Гаити на одноименном острове в группе Больших Антильских островов. Общая численность — 7,2 млн чел. В антропологическом отношении — 90 % негры, остальные мулаты.
Формально верующие — христиане разных направлений. Есть католики, англикане, пятидесятники, адвентисты 7 дня. Фактически популярен культ вуду африканского происхождения.
Язык — гаитянский креольский, то есть креольский язык, развившийся на основе французского пиджина.

## Происхождение
Негры завезены из Западной Африки французами для работы на плантациях. В ходе национально-освободительной борьбы(1791—1804) большая часть белых сбежала с острова, часть была истреблена. Гаити — первая страна в Вест-Индии и во всей Латинской Америке получила независимость(1804).

## Занятия
Основная часть населения Гаити занята в сфере сельского хозяйства. Выращивают кофе, сахарный тростник, сизаль. Заняты также в легкой и добывающей промышленности, в сфере обслуживания и в туристическом бизнесе.

## Быт
Жилище строят из глины и соломы с примесью извести и песка (стены). Крыша — черепичная. К наружной стене пристраивается галерея. Дома красят в розовый, белый, голубой цвета, расписывают.
Мужской костюм — южно-европейского типа. Сомбреро, характерное для всей Латинской Америки, не носят.
У женщин отличительная черта — тюрбан из пестрой ткани, характерный для стран Западной Африки.
Пища — ямс, батат, кукуруза, манго, по праздникам — мясо, молоко, яйца.

## Культура
В устном народном творчестве, музыке, танцах сильнее африканское влияние. Самый характерный инструмент — барабан. Из развлечений популярны петушиные бои.